# Nicolas-Joseph Hüllmandel
Nicolas-Joseph Hüllmandel, né à Strasbourg le 23 mai 1756 et mort à Londres le 19 décembre 1823, est un compositeur, claveciniste, pianiste et joueur d’harmonica de verre alsacien.

## Biographie
Né dans une famille de musiciens, il est le fils de Michel Hüllmandel, violoniste à la cathédrale de Strasbourg et le neveu, du côté maternel, du violoniste et corniste Jean-Joseph Rodolphe.
Hüllmandel entame ses études musicales avec soit Joseph Garnier soit Franz Xaver Richter, soit les deux, maîtres de chapelle de la cathédrale de Strasbourg. C’est tout ce que l’on sait à propos de son éducation musicale ; Fétis mentionne que Hüllmandel aurait étudié avec Carl Philipp Emanuel Bach, mais ceci reste à prouver.
Vers l’âge de 20 ans, Hüllmandel s’installe à Paris où il rencontre un succès immédiat dans les cercles aristocratiques et salons privés comme l’attestent les dédicataires de ses premiers opus : Marie-Antoinette, la baronne Talleyrand et le duc de Guines. Il enseigne notamment à George Onslow, Hyacinthe Jadin, ou encore Madame de Villeblanche, à laquelle il dédie un recueil de trois sonates en 1782,. 
Hüllmandel est l'ami de Charles Nodier, qui parle de lui ainsi, dans Promenades de Dieppe aux montagnes d'Écosse : « notre inappréciable ami, M. Hulmandell, dont la sollicitude pour nos besoins et pour nos plaisirs passe toutes les expressions. ».
Lors de la Révolution, Hüllmandel s’expatrie à Londres où il vit jusqu’à sa mort.
Hüllmandel a composé 12 numéros d’opus, tous pour clavier solo (clavecin ou piano-forte) ou avec accompagnement ad libitum ou obligé ; ces œuvres ont toutes été éditées à Paris entre 1773 et 1788, sauf la dernière, publiée à Londres en 1796. On peut se demander pourquoi il a apparemment cessé de composer après cette date. Hüllmandel a également rédigé les articles « clavecin » et « forte-piano »  de l’Encyclopédie méthodique.